# Gorjani (Serbia)
Gorjani (cyr. Горјани) – wieś w Serbii, w okręgu zlatiborskim, w mieście Užice. W 2011 roku liczyła 653 mieszkańców.